# 松叶蕨科
松葉蕨科（Psilotaceae）是一種蕨類植物，包括有「松葉蕨屬」和「梅溪蕨屬」兩個屬。這兩個屬的外表很不一樣，而且也有人將梅溪蕨屬獨自分到梅溪蕨科中，但大多數的分類學還是持續將其放在松葉蕨科內。松葉蕨科在分類學中的位置曾經不是很明確，部份是因為此類植物缺失根或真正的葉子，但最近的分子系統學的研究推測出其和瓶爾小草科之間較為相近。
松葉蕨屬是乾燥熱帶中的小型灌木；而梅溪蕨屬則是出現於澳洲、紐西蘭和新喀里多尼亞中的附生植物。長久以來，有關松葉蕨科應放在分類學中的哪個地位一直有所爭議，一些人主張其為蕨類，另一些人則認為它們是最初的維管植物（泥盆紀時的松葉蕨門）的後代。最近從基因中得出的證據顯示松葉蕨科和蕨類的關係比較相近，且和瓶爾小草目特別相近。
所有的松葉蕨屬植物有著一些相同的特徵。它們是維管植物，且缺乏葉子而是另有一小突起物。此一小突起物不被認為是真正的葉子，因為維管束只是在其下面，而非如葉子般在其裡面。松葉蕨屬也沒有真正的根，它們是以假根來抓住地面，吸收則是藉由稱之為菌根的共生真菌的幫忙。
松葉蕨每三個孢子囊組成一個「聚合囊」，看起來像是一連串縮得很短的支條。有厚絨氈層供給孢子養分生長，是「厚囊」植物的特有特徵。配子體看起來像是一小片地下莖，但會產生精子器和頸卵器。

## 外部連結
- 维基共享资源上的相關多媒體資源：松叶蕨科
- Introduction to the Psilotales （页面存档备份，存于）